# Додонова Віра Іванівна
Додонова Віра Іванівна (нар. 6 червня 1970, с. Полісся Городнянського району Чернігівської області) — українська філософеса, доктор філософських наук (2012), професор (2015),  професорка кафедри філософії та міжнародної комунікації Національного університету біотехнологій і природокористування України.

## Біографія
Випускниця філософського факультету Київського державного університету імені Тараса Шевченка (1992), кваліфікація за дипломом: філософ, викладач соціально-політичних дисциплін.
Професійний шлях почала з посади старшого лаборанта кафедри гуманітарних дисциплін Запорізького медичного університету. Навчалася в аспірантурі кафедри філософії і політології Запорізької державної інженерної академії, за сумісництвом працювала на посаді асистента тієї ж кафедри. Кандидатську дисертацію захистила 26 квітня 1997 р. у спеціалізованій вченій раді Запорізького державного університету за спеціальністю 09.00.03 — соціальна філософія та філософія історії.
Після захисту кандидатської дисертації (1997—2002) — атестований викладач, з 2000 р. — доцент кафедри соціально-економічних дисциплін Запорізького юридичного інституту МВС України. Звання доцента отримала 21 грудня 2001 року. З 2002 по 2008 рр. — доцент кафедри філософії та політології Донецького юридичного інституту МВС України.
З 2008 по 2017 роки працювала на кафедрі філософії Донецького національного університету. Закінчила докторантуру і 06.06.2012 р. захистила докторську дисертацію «Соціальна раціональність як предмет постнекласичного дискурсу» в спеціалізованій вченій раді Д 11.184.01 Національного педагогічного університету імені М. П. Драгоманова за спеціальністю 09.00.03 — соціальна філософія та філософія історії. Заступник голови спецради із захисту кандидатських дисертацій у Донецькому національному університеті. У 2014 році з початком бойових дій на Донбасі переїхала разом з університетом до м. Вінниця. Професор кафедри філософії Донецького національного університету імені Василя Стуса (2015). Член редакційної колегій журналу «Вісник Донецького національного університету імені Василя Стуса» (Серія «Філософські науки»).
У 2017-2021 рр. — професор кафедри філософії Київського університету імені Бориса Грінченка. У 2017/18 навчальному році — заступник декана Історико-філософського факультету з наукової роботи, науковий керівник НДР «Соціально-філософська рефлексія шляхів вирішення конфлікту на Сході України» (№ держреєстрації 0116U002518). Співавтор підручників та навчально-методичних посібників з філософії, соціології, логіки, спецкурсу «Гносеологія, епістемологія і методологія науки». Член редакційної колегії фахового журналу «Вісник Національного юридичного університету імені Ярослава Мудрого» (Серія «Філософія, філософія права, політологія, соціологія»).
З вересня 2020 року — професорка кафедри філософії та міжнародної комунікації Національного університету біотехнологій і природокористування України. Гарант освітньо-наукової програми "Філософія" третього рівня (PhD).
Галузь наукових інтересів — соціальна філософія, філософія науки, епістемологія. Має понад 150 наукових публікацій, у тому числі — монографії: «Постнекласичний дискурс соціальної раціональності» (Донецьк, 2011), «Філософські виміри сучасної соціальної реальності» (за ред. О. В. Андрієнко, В. І. Додонової. Донецьк, 2013), «Філософи Донбасу» (Донецьк, 2014), «Гібридна війна: in verbo et in praxi» (Вінниця, 2017), "Nad Wisla i Dnieprem. Polska i Ukraina w przestrzeni europejskiej — przeszlosc i terazniejszosc" (Варшава-Торунь, 2019), "Trudne pytania pamięci historycznej w paradygmacie dialogu kulturowego" (Білосток, 2019).

## Сім'я
- Чоловік, Додонов Роман Олександрович (нар. 30 червня 1968 р.), доктор філософських наук, професор, професор кафедри філософії та релігієзнавства Київського університету імені Бориса Грінченка.
- Син, Додонов Данило Романович (нар. 11 грудня 1991 р.), кандидат політичних наук, асистент кафедри менеджменту охорони здоров'я Інституту післядипломної освіти Національного медичного університету імені О.О. Богомольца.
- Донька, Додонова Яна Романівна (народ. 21 липня 2005, м. Донецьк), студентка Київського національного університету імені Тараса Шевченка..

## Вибрані праці

### Монографії
- Постнекласичний дискурс соціальної раціональності. Донецьк, 2011. 340 с.
- Філософські виміри сучасної соціальної реальності / за ред. О. В. Андрієнко, В. І. Додонової. Донецьк, 2013. С.4-11, 35-49.
- Гібридна війна: in verbo et in praxi / Донецький національний університет імені Василя Стуса. Під. заг. ред. проф. Р. О. Додонова. Вінниця, 2017. С. 237-272.
- Александрова О., Додонов Р., Додонова В. Два проекти Національної академії наук (до сторіччя УАН) // Nad Wisla i Dnieprem. Polska i Ukraina w przestrzeni europejskiej — przeszlosc i terazniejszosc. Monografia zbiouowa / red. Ihor Sribnyak. Warshawa-Torun: Miedzynarodowy konsorcium naukowo-edukacyjny im. Luciena Febvra, 2019. S. 6-12.
- Trudne pytania pamięci historycznej w paradygmacie dialogu kulturowego : Monografia zbiorova / Kijóv Uniwersytet im. Borisa Hrinchenka. Białystok: Białoruskie Towarzystwo Historyczne, 2019. S. 210-233.

### Підручники та навчальні посібники
- Додонов Р. О., Додонова В. І. Соціологія: навчальний посібник для курсантів і студентів вищих закладів освіти МВС України. Донецьк: Донецький юридичний інститут МВС України, 2005. 224 с.
- Філософія. Кредитно-модульний курс. Навчальний посібник. 2-ге вид. За ред. Р. О. Додонова, Л. І. Мозгового. К.: Центр учбової літератури, 2013.
- Додонова В. І., Додонов Р. О. Гносеологія, епістемологія і методологія науки (навчально-методичний посібник для аспірантів та здобувачів). Вінниця: ТОВ «Ніланд-ЛТД», 2015. 140 с.

### Статті
- Додонова В.І. Вплив методології постмодернізму на соціальну раціональність постнекласичного типу // Грані. Науково-теоретичний і громадсько-політичний альманах. 2012. № 1(81). С.41-45.
- Dodonov R., Dodonova V. Postnonclasic Horizons of Social Rationality // Наукові записки Національного університету «Острозька академія». Серія «Філософія». 2014. Вип. 15. С.120-124.
- Додонова В.І. Постнекласичні обрії соціального управління // Philosophy & Cosmology.  2014. Том 12. С.233-244.
- Додонова В.І. Комунікативна раціональність як дискурсивна складова соціальної раціональності постнекласичного типу // Культурологічний вісник. Науково-теоретичний щорічник Нижньої Наддніпрянщини. 2015. Вип. 34. С.103-109.
- Додонова В.І. Соціалістичні аберації Донбасу і консервативна модернізація Росії // Схід. 2015. № 2(134). С.151-155.
- Додонова В.І. Методологічні настанови постмодернізму: від поетичного мислення до поетичної раціональності // Versus: наук.-теорет. часоп. 2015. № 1. С.55-64.
- Dodonova V. Conservative modernization of Russia and the socialist abberation of Donbass // East Ukrainian conflict in the context of global transformation. Vinnitsa, 2015. P. 174—184.
- Додонова В.І. Про деякі проблеми взаємозв'язку постмодерністської та постнекласичної наук // Вісник Донецького університету. Серія філософські науки. 2015. Вип. 1. С. 110—120.
- Roman Dodonov, Hryhorii Kovalskyi, Vera Dodonova, Maryna Kolinko. Polemological Paradigm of Hybrid War Research // Philosophy and Cosmology. 2017. V. 19. P.97-109.
- Додонова В.І. Феномен довіри у дзеркалі соціально-філософського дискурсу // Культурологічний вісник: Науково-теоретичний щорічник Нижньої Наддніпрянщини. 2017. Вип. 37. Том 1. C. 79-85. DOI: https://doi.org/10.26661/2413-2284-2017-1-37-10
- Dodonov R., Dodonova V., Mozgovoy L. Polemological paradigm of comprehension of essence of hybrid war // Вісник Донбаського державного педагогічного університету. Серія: Соціально-філософські проблеми розвитку людини і суспільства: зб. наук. пр. 2018. Вип. 2 (9). С.7-17.
- Додонова В.І. Релігійна раціоналізація та її значення для виникнення модерних освітніх інституцій //  Освітологічний дискурс. 2017. № 3-4. С. 96-108.
- Додонова В.І. Історична травма: спроба дефініції // Культурологічний вісник: Науково-теоретичний щорічник Нижньої Наддніпрянщини. 2019. Випуск 39. Том 1. C. 45-51.
- Додонов Р. О., Александрова О. С., Додонова В. І. Історія русинів в творчій спадщині Володимира Вернадського // Русин. 2019. Т.56. C. 94-109. DOI: 10.17223/18572685/56/6
- Додонов Р. О., Додонова В. І. Одухотворений космос vs бездушний простір // Науковий часопис Національного педагогічного університету імені М. П. Драгоманова. Серія 7. Релігієзнавство. Культурологія. Філософія. 2019. Вип. 40(53). С.85-93.
- Dodonova V. Tandem of Populism and Post-truth as the background of development of the modern democracy in Ukraine // Skhid. 2019. № 3(161). Р. 57-61.
- Dodonova V., Dodonov R., Aleksandrova O., Popovich O., Omelchenko Y. Strategy and Tactics of Behaviour of Subjects and Objects of Historical Trauma // Analele Universităţii din Craiova. Istorie. 2019. Anul XXIV, Nr. 2(36). Р. 153-164.
- Шелест, Вікторія и Додонова, Віра. Антинаталізм: філософія "відмовим від існування" // Науковий часопис Національного педагогічного університету імені М.П. Драгоманова. Серія 7. Релігієзнавство. Культурологія. Філософія: [зб. наукових праць]. – 2020. – № 42(55). – С. 75-85.
- Vira Dodonova, Roman Dodonov. Transformation of Social Values During a Pandemic And Problems of Global Solidarity // Skhid. 2020. № 3(167). Р. 21-26.
- Додонова В. Каяття і прощення як етичні модуси конструктивних міжконфесійних відносин в ХХІ ст. / The Caucasus Economic & Social Analysis Journal. 2020. Vol. 38. Es. 4 P.84-86. Georgia, Tbilisi https://zenodo.org/record/4291875#.X79_N2gzbIV
- Vira Dodonova, Maryna Kolinko. Socio-Philosophical Aspects of the Problem of Internationalization of Higher Education: The Experience of Borys Grinchenko Kyiv University. Skhid. 2021. Vol. 1 No. 1. Р. 18-24.
- Dodonov, Roman and Dodonova, Vira and Konotopenko, Oleksandr. The Baptism оf Relics оf Oleg аnd Yaropolk: Ethical, Theological аnd Political Aspects // Filosofiya-Philosophy. "Az-buki" National Publishing House. Bulgarian. 2021. Volume 30. Number 3. 270-284 https://doi.org/10.53656/phil2021-03-05
- Kolinko, M., Dodonov, R., Dodonova, V. Hospitality as Care for the Other. Wisdom. 2021. 19(3), 218-227. https://doi.org/10.24234/wisdom.v19i3.513
- Додонова В.І., Додонов Р.О. Проблеми і перспективи взаємодії людини та штучного інтелекту // Гуманітарні студії: педагогіка, психологія, філософія. 2022. Том 13, № 3. http://journals.nubip.edu.ua/index.php/Pedagogica/article/view/16618
- Butchenko Taras, Dodonov Roman, Dodonova Vіra. The right to philosophical education: The democratic model of implementation for Ukraine // Educational Philosophy and Theory, 2022. Р. 54 (14). https://doi.org/10.1080/00131857.2022.2161367

### Науково-популярні видання
- Додонова В. І., Додонов Р. О. Монологи про Донбас. Вибрані праці з проблематики східноукраїнського конфлікту. К.: Видавець Р. Халіков, 2018. 336 с.
- Додонова В.І. Філософи Донбасу // Вісник Асоціації філософів і релігієзнавців. 2013. № 3.